# Chrysoteuchia daisetsuzana
Chrysoteuchia daisetsuzana là một loài bướm đêm trong họ Crambidae.